# Katha magnata
Katha magnata — вид метеликів родини ведмедиць (Arctiidae). Метелик поширений на сході Китаю (провінція Гуандун) та на острові Тайвань.

## Підвиди
- Katha magnata magnata (Тайвань)
- Katha magnata nanlingica Dubatolov, Kishida et Wang, 2012 (Китай)